# Det sidste slag
Det sidste slag (originaltitel: The Last Battle) er syvende bind ud af de 7 i C. S. Lewis' fantasy-serie om det fortryllede land Narnia.
Bogen er oprindeligt udgivet i 1956, og blev første gang udgivet på dansk i 1984 på Borgens Forlag.

## Handling
Bogen starter hos den listige abe Finte og det godmodige og naive æsel Pusle. Herfra fortæller bogen om Narnia's endeligt og hvad der følger bagefter. Vi møder også børnene Jill og Eustace, som begge kender Narnia fra tidligere eventyr.
- Wikimedia Commons har flere filer relateret til Det sidste slag

| Bog | Spire Denne artikel om bøger og tidsskrifter er en spire som bør udbygges. Du er velkommen til at hjælpe Wikipedia ved at udvide den. |